# Александр фон Кробатін
Александр фрайхерр фон Кробатін (12 грудня 1849, Ольмюц, Моравія, Австрійська імперія — 27 грудня 1933, Відень, Австрія) — австро-угорський воєначальник, фельдмаршал (1917). У 1912-1917 роках був військовим міністром Австро-Угорщини. 

## Біографія

### Молодість і початок кар'єри
Народився в Ольмюці у сім'ї майора австрійської армії. У 1861 році вступив на військову службу. У 1869 році закінчив Військово-технічну академію у Вейскірхені і отримав звання лейтенанта. У 1871-1873 роках служив у 3-му фортечному артилерійському батальйоні. У 1876 році закінчив Віденський технічний університет, де вивчав хімію. У 1877-1882 роках викладав військово-хімічну справу у Військовій академії, вважався експертом з боєприпасів. 
У 1890-1895 роках — начальник артилерійської кадетської школи, у 1895-1896 роках — командир 1-го артилерійського полку. У 1896-1904 роках — начальник 7-ї секції Військового міністерства Австро-Угорщини. У 1900 році отримав звання генерал-майора. У 1904-1912 роках — шеф бюро Військового міністерства, із 1905 року — фельдмаршал-лейтенант. У 1910 році отримав звання генерал-фельдцехмейстра. 

### Військовий міністр
12 грудня 1912 року був призначений імперським і королівським військовим міністром Австро-Угорщини. Був близьким соратником начальника Генерального штабу Австро-Угорщини генерала Конрада фон Гетцендорфа і виступав за агресію проти Сербії та Чорногорії. Під час Липневої кризи 1914 року переконував що австро-угорська армія повністю готова до війни і тому вимагав негайно розпочати бойові дії. 30 липня 1914 року запропонував почати часткову мобілізацію проти Сербії. 
У роки Першої світової війни Кробатін залишався військовим міністром і на цій посаді досить успішно займався забезпеченням діючої армії боєприпасами і продовольством. У 1916 році отримав звання генерал-полковника. 

### Італійський фронт
Після відставки генерала Конрада фон Гетцендорфа Кробатін як його соратник у квітні 1917 року був звільнений з посади військового міністра. Із 12 квітня 1917 року командував 10-ю армією на Італійському фронті, блискуче проявив себе під час битви при Капоретто. У червні-листопаді 1918 року командував Тірольською групою військ. 15 листопада 1918 року звільнений у відставку. 

### Після війни
У післявоєнний період Кробатін був почесним доктором Віденського технічного інституту. Помер і похований у Відні. 